# Mosty (Český Těšín)
Mosty (pol.: Mosty koło Cieszyna) je část města Český Těšín v okrese Karviná. Nachází se na severozápadě Českého Těšína. V roce 2009 zde bylo evidováno 431 adres. Žije zde přibližně 1 300 obyvatel.
Mosty leží v katastrálním území Mosty u Českého Těšína o rozloze 4,4 km2.